# Skull Ring
Skull Ring è un album del cantante statunitense Iggy Pop, pubblicato nel 2003 dalla Virgin Records e realizzato in collaborazione con diversi altri gruppi come The Stooges (gruppo del quale Iggy Pop è leader), The Trolls, Green Day, Sum 41 e Peaches.

## Tracce
1. Little Electric Chair (feat. The Stooges) – 4:40
2. Perverts in the Sun (feat. The Trolls) – 3:18
3. Skull Ring (feat. The Stooges) – 3:51
4. Superbabe (feat. The Trolls) – 4:09
5. Loser (feat. The Stooges) – 2:41
6. Private Hell (feat. Green Day) – 2:50
7. Little Know It All (feat. Sum 41) – 3:33
8. Whatever (feat. The Trolls) – 3:16
9. Dead Rock Star (feat. The Stooges) – 4:39
10. Rock Show (feat. Peaches) – 2:08
11. Here Comes the Summer (feat. The Trolls) – 4:53
12. Motor Inn (feat. Peaches) – 4:11
13. Inferiority Complex (feat. The Trolls) – 4:13
14. Supermarket (feat. Green Day) – 3:01
15. 'Til Wrong Feels Right – 3:13
16. Blood on Your Cool (feat. The Trolls) (compresa Nervous Exhaustion) – 7:02
17. Nervous Exhaustion (feat. The Trolls) (traccia fantasma)